# 172 (nombre)
« Cent soixante-douze » redirige ici. Pour l'année, voir 172.
172 (cent soixante-douze ou cent septante-deux) est l'entier naturel qui suit 171 et qui précède 173.

## En mathématiques
Cent soixante-douze est :
- Un nombre noncototient.
- 172 est un nombre uniforme en base 6 (444).

## Dans d'autres domaines
Cent soixante-douze est aussi :
- En aviation, et en particulier dans les fréquences d'échange (prononcé one-seventy-two), le nombre 172 est associé avec le n° de modèle d'un avion américain, le Cessna 172.
- Années historiques : -172, 172.